# Kruder & Dorfmeister
Kruder & Dorfmeister és un duet austríac format per Peter Kruder i Richard Dorfmeister conegut per les seves remescles trip hop i downtempo de cançons de pop, hip hop i drum and bass.
El 1993 va publicar el seu primer EP G-Stoned amb una portada semblant a Bookends de Simon & Garfunkel. El 2007 el duet va rebre l'encàrrec de Nokia de crear un conjunt de tons de trucada per als seus telèfons Nokia 8800 Arte i Nokia 8800 Sapphire Arte.

## Discografia
- 1993 – G-Stoned (EP, G-Stone Recordings)
- 1996 – Conversions: A K&amp;D Selection (Spray Records/Shadow Records)
- 1996 – DJ-Kicks: Kruder &amp; Dorfmeister (Studio !K7)
- 1996 – Black Baby (EP, !K7)
- 1998 – The K&amp;D Sessions (!K7)
- 2002 – G-Stone Book (Label compilation)
- 2008 – Shakatakadoodub (EP, G-Stone, online only)
- 2010 – Sixteen F**king Years Of G-Stone Recordings (Label compilation)
- 2013 – Akte Grüninger, sound by Richard Dorfmeister
- 2020 – Johnson
- 2020 – 1995